# Белогорильский сельский совет
Белогорильский сельский совет (укр. Білогорільська сільська рада) — входит в состав
Лохвицкого района
Полтавской области
Украины.
Административный центр сельского совета находится в 
с. Белогорилка.

## История
- 1923 — дата образования.

## Населённые пункты совета
- с. Белогорилка
- с. Воля
- с. Ручки